# 扁臀龍屬
扁臀龍屬（學名：Planicoxa）是禽龍類恐龍的一屬。化石包含來自幾頭個體的部份骨骼，發現於美國猶他州與南達科塔州，地質年代為下白堊紀。
模式種是毒扁臀龍（P. venenica），是在2001年由Tony DiCroce及肯尼思·卡彭特（Kenneth Carpenter）描述、命名的。化石發現於猶他州格蘭德縣的雪松山組Poison Strip Sandstone段。屬名意指腸骨的扁平外表，種小名則是來自「Poison」的拉丁文。模式種的化石包含了保存良好的腸骨、股骨、脛骨及脊椎骨等骨骼。其股骨是典型的鳥腳下目股骨，但腸骨的髖臼後突則很短、水平發展，以與股骨的粗隆部接合。扁臀龍的發現，替雪松山組（巴列姆階/阿爾比階）的動物群增添了更多的資料。
第二個種扁平扁臀龍（P. depressa），原本是查爾斯·吉爾摩（Charles Gilmore）在1909年命名的扁平彎龍（Camptosaurus depressus）；在2008年，由卡彭特與Y. Wilson改歸類於扁臀龍。化石發現於南達科塔州的拉科塔組（Lakota Formation）。其腸骨的髖臼後突也是水平發展；與模式種的差異是腸骨並非彎曲，髖臼前突較粗，髖臼較淺，腸骨後段較狹窄。化石包含一些脊椎與兩個尺骨。拉科塔組發現的其他禽龍科化石，可能屬於此種。在2011年，這個種被建立為新屬，Osmakasaurus。

## 外部連結
- https://web.archive.org/web/20090425151715/http://www.thescelosaurus.com/iguanodontia.htm